# Vidå Sluse
Vidå Sluse oder Vidåslusen (deutsch Wiedau-Schleuse) ist eine Entwässerungsschleuse (Siel) in der Nähe der dänischen Stadt Højer an einem Nordseedeich im Wattenmeer. Dieser Deich fungiert als Schutzbarriere gegen Sturmfluten. Die Schleuse wurde 1981 gebaut, um die Højer Sluse nach der heftigen Sturmflut von 1976 abzulösen, bei der ein Wasserstand von 4,98 Meter über dem normalen Pegel auftrat.

## Technik
Die selbstschließende Schleuse ist etwa die Hälfte des Tages bei Ebbe geöffnet. Sie besteht aus drei Betonkammern mit jeweils zwei Schleusentoren aus Holz. Beim Bau wurde der Schutz vor Sturmfluten und den damit verbundenen hohen Pegelwasserständen einkalkuliert. Durchschnittlich überschreitet der Wasserstand den Deich nur einmal in 200 Jahren.

## Aufgabe
Die Vidå (deutsch Wiedau) entwässert etwas mehr als 10.000 Hektar Marschland. Die Schleuse stellt sicher, dass Wasser aus der Vidå in das Wattenmeer fließen kann, während verhindert wird, dass Wasser aus dem Wattenmeer in die Vidå fließt, wenn der Wasserstand im Wattenmeer höher als innerhalb des Deiches steigt. Der maximale Abfluss beträgt 202.550 l/s.
Der Fluss verläuft durch die Tonder-Marsch (dänisch Tøndermarsken), ein kombiniertes Entwässerungs- und Bewässerungssystem, das in den 1920er Jahren gebaut wurde. Aus der Marsch wird das Wasser in den Fluss gepumpt. Aus den höher gelegenen Gebieten östlich von Tønder fließt das Wasser im natürlichen Gefälle in die Vidå.
Das Vidå-System ist in zehn Gilden (dänisch Laug oder Lav) unterteilt. Jede dieser Gilden wird von einem gewählten Vorstand (dänisch kogsinspektør) geleitet, die wiederum die Führung der Deichgenossenschaft bilden. Die Aufgaben der Deichgenossenschaft (dänisch Digelag), die für die Entwässerung zuständig ist, sind gesetzlich im Gesetz für die Tøndermarsken von 1925 und einer Ergänzung von 1938 festgelegt. Der Staat trägt die Kosten für den Betrieb und die Wartung des Bewässerungssystems in den Kögen. Die Grundbesitzer zahlen Deichsteuer, die für den Betrieb der Entwässerungspumpen verwendet wird.

## Weitere Einrichtungen
An der Schleuse befindet sich ein Museum sowie ein Restaurant mit dazugehörigem Parkplatz.